# يورغن هينريتش
يورغن هينريتش (بالألمانية: Jürgen Heinrich) (و. 1945 – م) هو ممثل، وممثل صوت، وممثل مسرحي، وممثل أفلام من ألمانيا .

## روابط خارجية
- يورغن هينريتش على موقع IMDb (الإنجليزية)
- يورغن هينريتش على موقع مونزينجر (الألمانية)
- يورغن هينريتش على موقع ألو سيني (الفرنسية)
- يورغن هينريتش على موقع أول موفي (الإنجليزية)
- يورغن هينريتش على موقع قاعدة بيانات الأفلام السويدية (السويدية)
- يورغن هينريتش على موقع قاعدة بيانات الفيلم (الإنجليزية)
- يورغن هينريتش على موقع كينوبويسك (الروسية)